# Torrinha
Torrinha – miasto i gmina w Brazylii, w stanie São Paulo. Znajduje się w mezoregionie Piracicaba i mikroregionie Rio Claro.